# Провинции Буркина-Фасо
Провинция является единицей административно-территориального деления Буркина-Фасо второго уровня. В совокупности области страны разделены на 45 провинций. Провинции, в свою очередь, разделены на 301 департамент (коммуну).

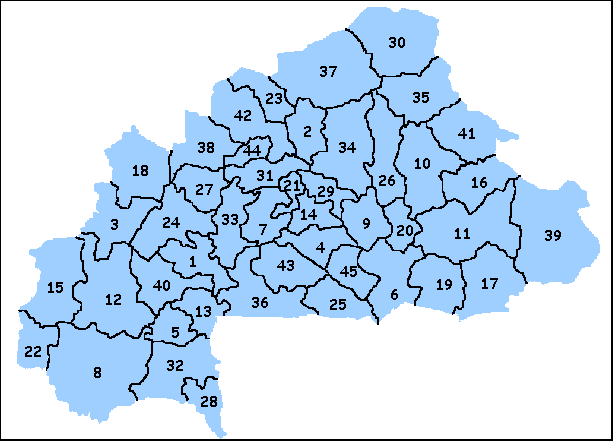
Провинции Буркина-Фасо

| Список буркинийских провинций (в скобках указаны административные центры): | | |
| 1. Бале (Боромо) 2. Бам (Конгуси) 3. Банва (Солензо) 4. Базега (Комбисири) 5. Бугуриба (Диебугу) 6. Бульгу (Тенкодого) 7. Булькиемде (Кудугу) 8. Комоэ (Банфора) 9. Ганзургу (Зорго) 10. Ньянья (Боганде) 11. Гурма (Фада-Нгурма) 12. Уэ (Бобо-Диуласо) 13. Иоба (Дано) 14. Кадиого (Уагадугу) 15. Кенедугу (Ородара) | 16. Комонджари (Гаери) 17. Компьенга (Пама) 18. Коси (Нуна) 19. Кульпелого (Уаргайе) 20. Куритенга (Купела) 21. Курвеого (Бусе) 22. Лераба (Синду) 23. Лорум (Титао) 24. Мухун (Дедугу) 25. Нахури (По) 26. Наментенга (Булса) 27. Наяла (Тома) 28. Нумбиель (Батие) 29. Убритенга (Зиниаре) 30. Удалан (Гором-Гором) | 31. Пасоре (Яко) 32. Пони (Гава) 33. Сангие (Рео) 34. Санматенга (Кая) 35. Сено (Дори) 36. Сисили (Лео) 37. Сум (Джибо) 38. Суру (Туган) 39. Тапоа (Диапага) 40. Тюи (Хунде) 41. Яга (Себба) 42. Ятенга (Уахигуя) 43. Зиро (Сапуй) 44. Зондома (Гурси) 45. Зундвеого (Манга) |